# إعصار هارفي
إعصار هارفي هو إعصار استوائي بلغ اليابسة في تكساس كإعصار كبير، وهو الأقوى منذ إعصار شارلي عام 2004. وأول عاصفة بهذه الشدة تضرب الولايات المتحدة منذ إعصار ويلما عام 2005. وأول إعصار يضرب تكساس منذ إعصار آيك في عام 2008. وأقوى إعصار يضرب تكساس منذ إعصار كارلا في عام 1961. وثامن إعصار يتم تسميته، وأول إعصار من موسم أعاصير الأطلسي لعام 2017. إعصار هارفي نشأ من موجة استوائية في جزر الأنتيل الصغرى في يوم 17 آب. وعبرت العاصفة عبر جزر أنتيل ويندوارد في اليوم التالي، مروراً بباربادوس ثم بقرب سانت فينسنت.
عند دخوله البحر الكاريبي، بدأ هارفي يضعف بسبب الرياح المعتدلة وتحول إلى موجة استوائية شمال كولومبيا في يوم 19 آب. وتم رصد بقايا العاصفة لأنها واصلت غربا وشمال غربا عبر منطقة البحر الكاريبي وشبه جزيرة يوكاتان، قبل أن يعيد تكوين نفسه في خليج كامبيشي في يوم 23 آب. وبدأ هارفي في التكثيف بسرعة في يوم 24 آب، مما أعاد تكوين حالة العاصفة الاستوائية وأصبح إعصاراً في وقت لاحق من ذلك اليوم، وتتراوح تقديرات الخسائر الاقتصادية حسب حاكم ولاية تكساس ما بين 150 مليار إلى 180 مليار دولار.

## الاستعدادات

### الولايات المتحدة
الرئيس الأمريكي دونالد ترامب استبق وصول هارفي بإعلان حالة الطوارئ الطبيعية، وذلك نزولا عند طلب حاكم ولاية تكساس، وهي خطوة تتيح للولاية الجنوبية الاستفادة من إمكانيات الحكومة الفيدرالية في مواجهة الإعصار. وقد بدأت عمليات إجلاء السكان في عدة مدن بولاية تكساس، وبدأ عدد من سكان مدن الولاية على تعبئة الأكياس بالرمال وتخزين المياه والمواد الغذائية تجنبا لآثار العاصفة، ومدينة هيوستن قررت إغلاق المدارس في اليوم الأول للموسم الدراسي الذي كان مقررا الاثنين.

## الأضرار والخسائر
| البلد            | الوفيات | مفقودين | الاضرار                | مصدر  |
| ---------------- | ------- | ------- | ---------------------- | ----- |
| الولايات المتحدة | 64      |         | 180 مليار دولار أمريكي | [ 4 ] |
| الاجمالي         | 64      |         | 180 مليار دولار أمريكي |       |